# Бондаренко Олександр Миколайович (Герой України)
Олександр Миколайович Бондаренко (1995—2025) — старший лейтенант Збройних сил України, учасник російсько-української війни. Герой України (2025, посмертно).

## Життєпис
Народився 2 січня 1995 у с. Хижинці Лисянського району на Черкащині. 
Загинув 26 квітня 2025 року в районі села Демидівка Бєлгородської області.

## Нагороди
- Звання Герой України з удостоєнням ордена «Золота Зірка» (27 червня 2025, посмертно) — за особисту мужність і героїзм, виявлені у захисті державного суверенітету та територіальної цілісності України, самовіддане служіння Українському народові[1].